# 耿安辉
耿安辉（1960年—），河南辉县人，中国画家，擅长山水画。1989年进入中央美术学院国画证书班学习。现为中央文史研究馆书画院研究员、书画理论部主任。

## 头衔
- 中央文史研究馆《中华书画家》杂志社副主编
- 国防大学书画院副院长
- 海峡两岸协会书画分会创会理事

## 作品
- 1994年巨幅国画《幽燕金秋图》（人民大会堂东大厅，与侯德昌联合创作）
- 1994年巨幅国画《大河长歌》（人民大会堂东大厅休息厅）
- 1995年巨幅国画《山永寿 松长青》（合作）、《山高水长》（中南海）
- 1998年巨幅国画《长城雄关》、《太行之秋》（八一大楼）
- 1999年《迎客松》（合作，八一大楼）
- 2000年《铁壁太行》（中南海）